# ラウル・パテラス・ペスカラ

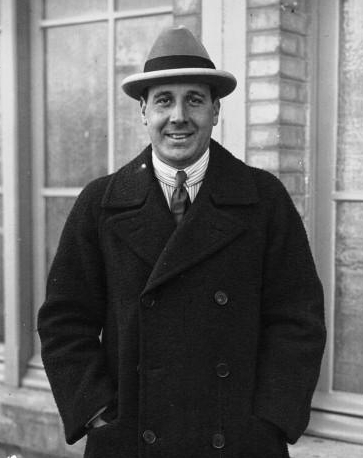
パテラス・ペスカラ

ラウル・パテラス・ペスカラ（Raúl Pateras Pescara de Castelluccio  、1890年 - 1966年）、別名パテラス＝ペスカラ侯爵は、アルゼンチンの弁護士であり、発明家である。水上機、ヘリコプターの分野に業績を残すとともに、エンジンや圧縮機の研究も行ない、ペスカラ式自由ピストン・エンジンを開発した。ブエノスアイレス生まれ。パリで没。

## 業績

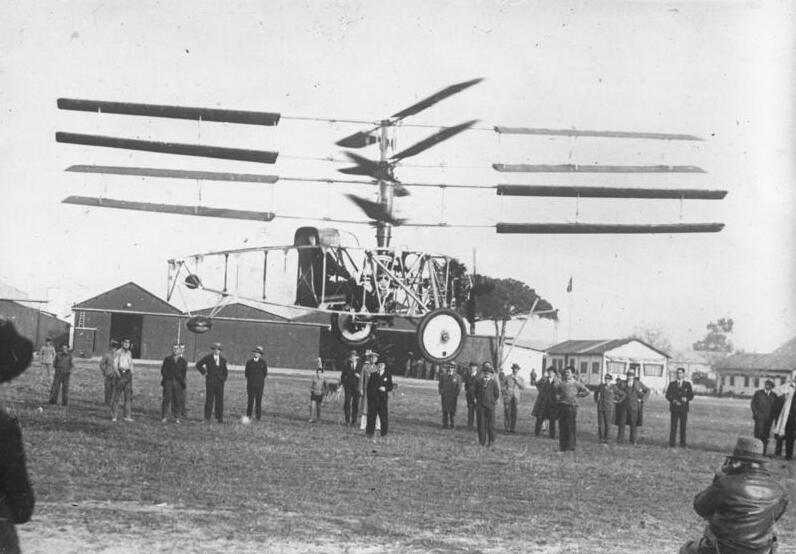
ペスカラの3号ヘリコプター。公開試験中（1931年11月）

ペスカラの自由ピストン・エンジン。動作図解。

20世紀初頭、彼の一家はブエノスアイレスからヨーロッパに移住した。ペスカラはギュスターヴ・エッフェルの下で、「パテラス・ペスカラ」という名の下駄履き雷撃機模型を、風洞で試験している。
1912年、イタリア海軍はペスカラの模型に基づいて最初の雷撃機を試作した。第一次世界大戦勃発時、ペスカラはパリでアルベルト・サントス・デュモンと会見している。
1919年、ペスカラは同軸ローターを持つヘリコプターを何機か製作した。1919年から23年の期間、彼は数ヶ国において40あまりの特許を申請している。1924年4月18日、上述の同軸二重反転ローターを備えたヘリにより736mを4分11秒で飛行し世界新記録を達成（飛行高度は1.8mであった）およびモリア（Moglia）というイタリア人技術者と共に、スペイン政府の下で「国立自動車製作所」を創立。1931年には8気筒の自動車でヨーロッパグランプリ沿岸レースに優勝。その後スペイン内戦を避けてフランスに戻った。
1933年2月28日、「ペスカラ自動圧縮機会社」をルクセンブルクで創業。
第二次世界大戦中はポルトガルで電力関係の仕事をする。シグマ社によって生産された自由ピストン・エンジンGS34は1200馬力の出力を叩き出し、業界の注目を集めた。1965年には末子のクリスティアンに跡目を譲った。翌1966年、パリにて死亡。